# 埃利澤·哈爾芬
埃利澤·哈爾芬（1948年6月18日—1972年9月6日）是一名以色列男子摔跤運動員，1972年代表以色列國家隊參加慕尼黑夏季奧運會。1972年9月5日，他與其他10名運動員和教練一起被巴勒斯坦黑色九月恐怖份子挾持為人質，後來被謀殺。
他們被恐怖份子帶到菲斯滕費爾德布魯克機場，在德國警方企圖營救的行動中，9名人質於9月6日全部遇害，五名恐怖分子和一名德國警察也被殺害。慕尼黑大學法醫研究所隨後進行了屍檢，得出的結論是哈芬死於心臟中彈，並指出在其屍體的兩個褲袋中都發現了維維爾薄荷糖。
哈爾芬的職業是機械師，出生在拉脫維亞里加。他於1969年來到以色列，並在去世前7個月正式成為以色列公民。他的父母和一個姐姐都健在。他是一名輕量級摔跤運動員，活躍了11年。在以色列，他是特拉維夫哈普爾俱樂部的成員。他在世界錦標賽中獲得第12名。1971年，他在羅馬尼亞布加勒斯特舉行的國際比賽中獲得第二名。1972年，他在希臘獲得第三名。參加第20屆奧運會是他職業生涯的亮點，也是他的夢想。哈爾芬安葬在特拉維夫的基爾亞特·紹爾公墓。

## 外部連結
- 在Find a Grave上的埃利澤·哈爾芬